# Kansas City Southern Railway Company

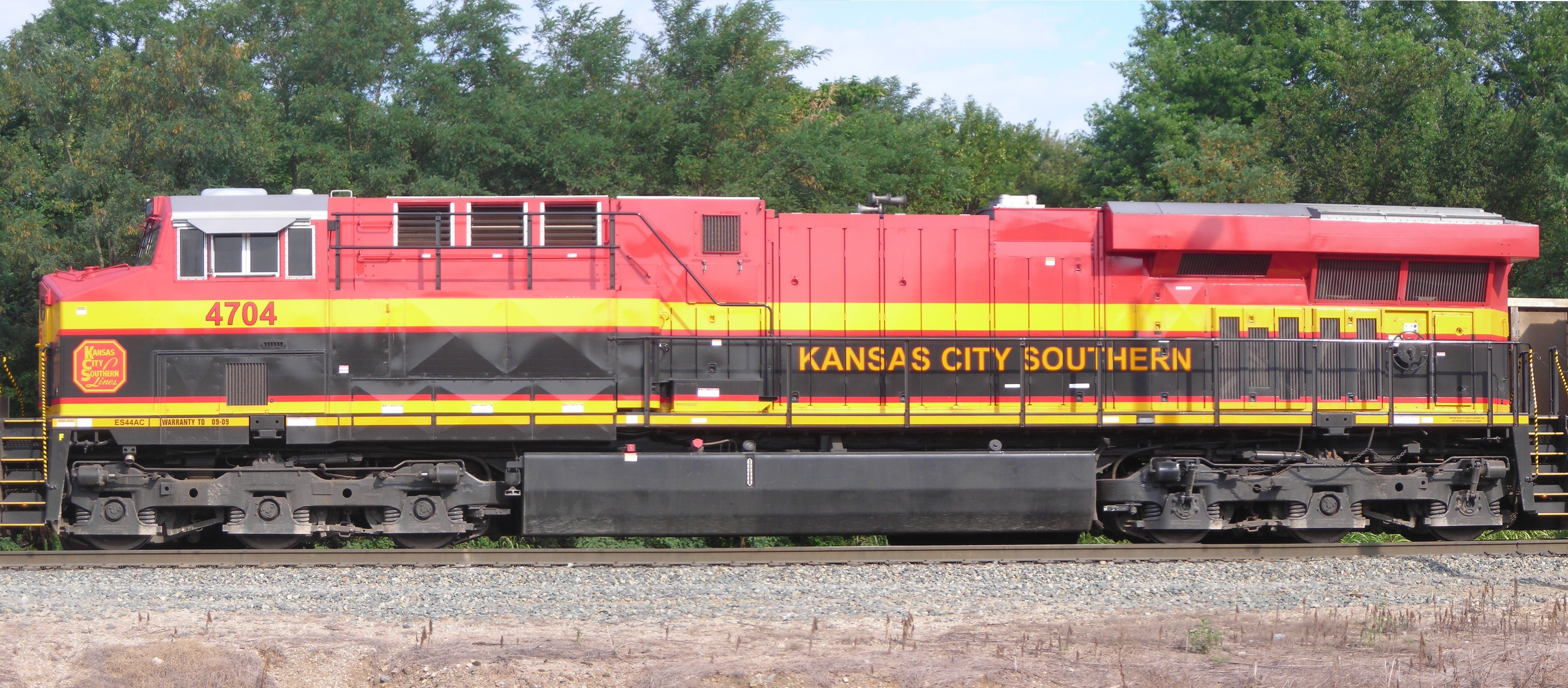
Een nieuwe (2008) KCS ES44DC locomotief in Pittsburg (KS).

De Kansas City Southern Railway Company (reporting mark KCS) was een spoorwegbedrijf in de Verenigde Staten. Het was een zogenaamde Class I railroad en daarmee een van de grootste goederenvervoerders per spoor in Noord-Amerika. Op 14 april 2023, na de fusie met de Canadian Pacific Railway, ging de maatschappij op in Canadian Pacific Kansas City Limited.

## Holding
Het spoorwegbedrijf was onderdeel van Kansas City Southern (KCS), een holding waar ook andere (spoorweg)bedrijven onderdeel van zijn. De belangrijkste hiervan waren:
- Kansas City Southern Railway Company (KCSR) , met een netwerk van 3400 mijl in de Verenigde Staten.
- Kansas City Southern de México (KCSM), met een netwerk van 3300 mijl in Mexico.
- Texas Mexican Railway Company (TexMex), met 157 mijl aan spoorlijn tussen de grensplaats Laredo naar de haven van Corpus Christi, beide gelegen in Texas. Dit stuk verbindt de netwerken van KCSR en KCSM.
- Panama Canal Railway Company (PCRC), een bedrijf dat 47,6 mijl spoorlijn in Panama exploiteert (zowel goederen- als reizigersvervoer) tussen de Atlantische en de Grote Oceaan. KCS heeft 50% van de aandelen.

In 2021 behaalde KCS een omzet van 2,95 miljard dollar en telde 7100 personeelsleden. De omzet in dat jaar was min of meer gelijk verdeeld over de Verenigde Staten en Mexico. De belangrijkst producten die per spoor worden vervoerd zijn chemicaliën en olieproducten, industriële- en consumentenproducten en agrarische producten en mineralen. Deze drie productgroepen nemen elk zo'n 20% van de omzet voor hun rekening. Het transport van auto's heeft een aandeel van 10% in de omzet. In 2021 had het de beschikking over ruim 1000 locomotieven, bijna allemaal in eigendom, en ruim 17.000 wagons, waarvan driekwart in eigendom.
De aandelen van KCS stonden genoteerd aan de New York Stock Exchange.

## Geschiedenis
De oudste voorganger van Kansas City Southern was de Kansas City Suburban Belt Railway, in 1887 opgericht door Arthur E. Stilwell. Het bedrijf was een succes en ondanks enkele financiële tegenslagen bouwde Stilwell de spoorweg – onder de naam Kansas City, Pittsburg and Gulf Railroad Company - verder uit totdat in 1897 Porth Arthur (Texas) werd bereikt. Hiermee ging de droom van Stilwell in vervulling: een noord-zuidverbinding per spoor, in een tijd dat spoorlijnen juist voornamelijk van oost naar west werden aangelegd.
In 1900 werd het bedrijf hernoemd in Kansas City Southern Railway Company.
In 1939 werd de Louisiana and Arkansas Railway Company gekocht, waarmee Kansas City Southern een verbinding kreeg met de steden Dallas en New Orleans.
Naast het reizigers- en goederenvervoer per spoor, was Kansas City Southern ook actief met niet-spoorgerelateerde zaken. Dit laatste werd dermate belangrijk, dat werd besloten om in 1962 de Kansas City Southern Industries op te richten, een holding waarin alle spoorse en niet-spoorse bedrijven werden ondergebracht. Overigens zijn in 2000 de niet-spoorse bedrijven weer verkocht, waaronder een softwarebedrijf en een investeringsmaatschappij; de holding veranderde daarom in 2002 zijn naam in Kansas City Southern om te benadrukken dat het bedrijf zich hoofdzakelijk toelegde op spoorwegvervoer.
Op 1 januari 1994 nam KCS het spoorwegbedrijf MidSouth Rail Corporation over. Hiermee kreeg men niet alleen toegang tot Gulfport, maar ook een rechtstreekse verbinding van Shreveport naar Meridian, zodat er de mogelijkheid ontstond om wagens uit te wisselen met de Norfolk Southern en met CSX. Het traject heeft de naam Meridian Speedway gekregen. De lijn moet een steeds grotere rol gaan spelen in het goederenvervoer tussen het zuidoosten en het zuidwesten van de Verenigde Staten en concurreren met de traditionele verbindingen via Memphis en New Orleans. Met Norfolk Southern (NS) is eind 2004 een joint venture gesloten: het bedrijf Meridian Speedway werd opgericht waarbij KCS 70% van de aandelen kreeg en NS 30%, de exploitatie volledig in handen kwam van KCS maar NS het exclusieve recht op intermodaal vervoer en op het railtransport van nieuwe auto’s kreeg, en NS een financiële bijdrage leverde voor het opwaarderen van de infrastructuur van het traject.
Vanaf 1995 werkt KCS samen met Grupo TMM, een Mexicaans transportbedrijf, om de concessie voor goederenvervoer in het noordoosten van Mexico binnen te halen. Dit lukte en in juni 1997 startte het door KCS en Grupo TMM opgerichte spoorwegbedrijf Transportacion Ferroviaria Mexicana (TFM) met de exploitatie van de spoorlijnen. In 2005 kocht KCS zowel de aandelen van Grupo TMM als van de Mexicaanse overheid in TFM en werd daarmee dus de volledige eigenaar van TFM. De naam van TFM werd gewijzigd in Kansas City Southern de Mexico.
Tevens kocht KCS in 1995 een belang van 49% in MexRail, de eigenaar van de Texas Mexican Railway Company (TexMex). Dit spoorwegbedrijf had een lijn van Corpus Christi (Texas) naar Laredo en bezat tevens de Amerikaanse helft van de ‘International Bridge’ tussen de Verenigde Staten en Mexico. Omdat de concessie in Mexico de andere helft van de brug omvatte, kon KCS op deze manier de spoorverbinding tussen beide landen gaan exploiteren. Het tussenliggende traject dat de systemen van TFM/TexMex moest verbinden met KCS, was echter in handen van de Union Pacific Railroad (UPR). Dat bedrijf had echter overnameplannen voor de Southern Pacific en als onderdeel van de goedkeuring voor deze plannen door de overheidsinstantie Surface Transportation Board kreeg KCS zogenaamde 'trackage rights' (het recht om gebruik te maken van een spoorlijn van een ander bedrijf) over het traject van UPR. Hiermee kreeg KCS een complete spoorverbinding tussen beide landen. In 2005 werd KCS volledig eigenaar van MexRail en dus van de TexMex.
De Panama Canal Railway Company (PCRC) is een joint venture tussen KCS en Mi-Jack Products. In 1998 verkreeg de joint venture de concessie voor het beheer van de spoorlijn voor een periode van 25 jaar. Bij afloop van deze termijn, wordt de concessie automatisch met nog eens 25 jaar verlengd. Het net van PRC heeft een lengte van 47,6 mijl (76 kilometer) en loopt parallel aan het Panamakanaal tussen Colón aan de Atlantische kust en Panama-Stad aan de Stille Oceaan. Het is voornamelijk enkelspoor, maar dubbelspoor is op strategische plaatsen aanwezig zodat treinen kunnen passeren. Containers zijn de belangrijkste vracht die over het spoor wordt vervoerd. Panarail Tourism, een 100% dochter van PRC, verzorgt het vervoer van passagiers.
In maart 2021 deed Canadian Pacific Railroad een bod op de spoorwegmaatschappij. Het bod was succesvol, en op 14 april 2023 werd Canadian Pacific Kansas City Limited, of CPKC, een klasse I-spoorweg in Noord-Amerika ontstaan als fusie van Canadian Pacific Railway (CP) en Kansas City Southern (KCS). CPKC is de eerste en enige eenlijnsspoorlijn die Canada, de Verenigde Staten en Mexico verbindt en ongeveer 20.000 mijl (32.000 km) spoor in de drie landen exploiteert. CPKC heeft zijn hoofdkantoor in Calgary.

## Southern Belle
KCS heeft tot de jaren 70 reizigersvervoer verzorgd. De bekendste trein was de Southern Belle, een luxueuze trein die van 1940 tot 1969 tussen Kansas City en New Orleans reed. De naam Southern Belle leeft nog voort in de huidige 'business train': een speciale reizigerstrein die door KCS wordt gebruikt voor zakelijke doeleinden en evenementen. Het kleurenschema van de oorspronkelijke trein wordt tegenwoordig weer gebruikt op het goederenmaterieel.